# 田多井吉之介
田多井 吉之介（たたい きちのすけ、1914年3月7日 - ）は、日本の医学者、評論家。

## 略歴
東京出身。東京帝国大学医学部卒、1949年東京大学医学博士。
ハーヴァード大学に学び、国立公衆衛生院生理医学研究所研究員をへて、東京農業大学教授を務めた。
多くの一般向け医学書を著し、バイオリズムの概念を広めた。

## 著書

### 単著
- 『汎適応症候群』（協同医書出版社、内分泌叢書） 1953
- 『ストレス 近代社会と健康生活』（創元社、創元医学新書） 1956
- 『健康はつくられる』（講談社、ミリオン・ブックス） 1958
- 『酒を診断する 健康生活と酒』（創元社） 1958
- 『老年者の生理』（金原出版） 1963
- 『現代の疲労』（全社連広報出版部） 1963
- 『ホルモンの科学』（光生館） 1964
- 『生活をあやつる神秘なリズム バイオ・リズムへの招待』 (講談社、ブルーバックス） 1965
- 『疲労からの解放 バリバリ働くあなたの健康カルテ』（産業能率短期大学出版部） 1966
- 『ツキとポカの科学 明日の生活管理バイオリズム』（現代書房） 1967
- 『男の更年期』（読売新聞社、健康シリーズ） 1969
- 『酒飲みの医学』（創元社、創元医学新書） 1969
- 『通勤サラリーマンの健康法 必らずスタミナのつくこんな生活』 (明文社、ナンバーワン・ブックス） 1969
- 『ツキを呼ぶ科学 バイオリズム生活法』（東京スポーツ新聞社、ライフ・ブックス） 1969
- 『ツキを呼ぶ科学 続』（東京スポーツ新聞社、ライフ・ブックス） 1969
- 『プロサラリーマンの健康設計 より強くより長く』(文芸春秋、文春ビジネス） 1969
- 『情報化時代の疲労対策』（南江堂） 1970
- 『サラリーマンのバイオリズム』（東京スポーツ新聞社、ライフ・ブックス） 1970
- 『健康 俗説・真説』（社会保険出版社） 1971
- 『一般栄養生理学』（光生館） 1971
- 『バイオリズムとギャンブル ツキを呼ぶ科学』（東京スポーツ新聞社） 1972
- 『能力開発の医学』（時事通信社、生活と健康シリーズ） 1972
- 『健康デザイン入門 自分でできる体の総点検』（佼成出版社） 1972
- 『暮しの中の処方箋 健康デザイン80の知恵』（日貿出版社） 1973
- 『疲れをとる27の秘訣』（実業之日本社） 1973
- 『タタイ博士の性教育 思春期の愛と性を語る』（大修館書店） 1973
- 『バイオリズムとはなにか その基礎と応用』（講談社、ブルーバックス） 1973
- 『バイオリズム四週間 自己開発から勝馬推理まで応用のすべて』（東京スポーツ新聞社、Tosupo books 四週間・シリーズ） 1974
- 『ストレスとはなにか あなたの心身に危機はないか』（講談社、ブルーバックス） 1974
- 『子どもをツキにのせる法 親と子のバイオリズム』（三晃書房） 1974
- 『バイオ・リズム健康法 都会人が長生きするための』（講談社） 1974
- 『ダイヤル問答 快食・快便・快眠法』（自由ブックス社） 1975
- 『あなたはぐっすり眠れる』（実業之日本社、実日新書） 1975
- 『頭の大回転 マイペースで能力をあげる52の方法』（徳間書店、Tokuma books） 1975
- 『現代病46 バイオリズム博士の健康法』（学陽書房） 1975
- 『健康法のすべて その真髄をさぐる』（講談社、ブルーバックス） 1975
- 『ストレス逆転法 ストレスこそ現代生活のエネルギー源!』（講談社） 1979
- 『バイオリズムによるうまい試験合格法』（東京法経学院出版部、法経新書） 1980
- 『チャンスを適確につかむ法 やさしいバイオリズム活用術』（日本文芸社、舵輪ブックス） 1981
- 『合格バイブル 「イザ受験!」勉強嫌いの必勝法』（創拓社、バクの本） 1983
- 『酒と飲みものの健康学』（大修館書店、健康科学ライブラリー） 1983
- 『短時間快眠法と寝具』（人間と歴史社） 1985
- 『ストレス解消の健康法 心とからだの交流計画』（マネジメント社） 1985
- 『気力のパワーアップ ストレス時代に打ち克つ』（大修館書店） 1988

### 共編著
- 『環境衛生測定法 衛生管理のために 改訂版』（松岡脩吉共編、南江堂） 1954 3版
- 『好酸球の動力学』（長田泰公共著、医学書院） 1956
- 『ウロペプシンの動態 内分泌と臨牀』（広川章子共著、南江堂） 1956
- 『衛生と公衆衛生』（川村達共著、南江堂） 1957
- 『五十からの青春 ストレスとハリ・灸医学』（柳谷素霊共著、新樹社） 1957
- 『教養の生理解剖学』（長田泰公共著、光生館） 1958
- 『楽しい家庭の健康開発』（田多井恭子共著、光生館） 1959
- 『からだのダイヤル110番 血をめぐる医学問答』（田多井恭子共著、白揚社） 1960
- 『最新 被服衛生学』（田多井恭子共著、光生館） 1960
- 『夜の生活医学』（田多井恭子共著、講談社、ミリオン・ブックス） 1961
- 『愛とスタミナの32』（田多井恭子共著、集英社） 1963
- 『生活衛生』（豊川行平, 辺野喜正夫共著、朝倉書店） 1965
- 『公衆衛生』（編、大修館書店、現代保健体育学大系17） 1968
- 『教養の生理解剖学 新版』（長田泰公共著、光生館） 1968
- 『新 衛生と公衆衛生』（川村達共著、南江堂） 1969
- 『受験と学習のバイオリズム教室』（沖村好運共著、東京新聞社、ライフ・ブックス） 1971
- 『日本の自殺を考える』（加藤正明共編、医学書院） 1974
- 『ストレス解消法 イライラが命を縮める』（小池五郎共著、女子栄養大学出版部、栄大ブックス） 1974
- 『健康歳時記』（神山恵三, 鈴木修二, 二ノ宮節夫, 二ノ宮弘子共著、有斐閣新書） 1979
- 『病気のことがすぐわかる本 医者に行く前に知っておきたい病気の常識から応急手当てまで』（田多井恭子共著、日本実業出版社） 1980
- 『加齢の健康学 発育と老化からのアプローチ』（田多井恭子共著、大修館書店、健康科学ライブラリー） 1984
- 『からだの健康学 絶妙な人体の働きを探求』（田多井吉之介ほか著、大修館書店、健康科学ライブラリー） 1985
- 『衛生 公衆衛生ノート』（吉田敬一共著、南江堂） 1988

## 翻訳
- 『社会医学の原理』（ルネ・サンド、白石信尚共訳、白揚社） 1940 - 1941
- 『公衆衛生の原理』（ルネ・サンド、白石信尚共訳、白揚社） 1949
- 『適応症候群の話』（ハンス・セリエ、医歯薬出版） 1953
- 『ACTHとコーチゾンの生理的治療的効果』（ドウイット・J・イングル, バートン・L・ベーカー共著、医歯薬出版） 1954
- 『セリエ新内分泌学』全3巻（ハンス・セリエ、医歯薬出版） 1956 - 1963
- 『人工呼吸』（ジェームス・L・フイッテンベルガー、協同医書出版社、肺機能叢書） 1956
- 『ノルアドレナリン』（U・S・フォン・オイラー、綱島清三共訳、協同医書出版社） 1957
- 『ストレスと病気』（ハロルド・G・ウォルフ、協同医書出版社） 1957
- 『微細循環の構造と機能』（ベンジャミン・W・ツヴァイファツハ、浅野牧茂共訳、医歯薬出版） 1963
- 『健康という幻想 医学の生物学的変化』（ルネ・デュボス、紀伊国屋書店） 1964
- 『夢から発見へ』（ハンス・セリエ、ラテイス） 1969
- 『ストレスと病気 第2版』（ハロルド・G・ウォルフ原著、スチュワート・ウォルフ, ヘレン・グッデル改訂編集、協同医書出版社） 1970
- 『人間はなぜ自殺をするか 生命の尊さを知るために』（アーウィン・ステンゲル、講談社、ブルーバックス） 1974
- 『考える・学ぶ・記憶する そのとき脳では何が起こっているか』（F・フェスター、講談社、ブルーバックス） 1976
- 『完全なる女性自身』（ロニー・G・バーバック、田多井恭子共訳、講談社） 1976
- 『ガンの感情コントロール療法』（ローレンス・ルシャン、パシフィカ） 1979
- 『長寿の科学 永遠の若さへの挑戦』（ジョン・ランゴーン、講談社、ブルーバックス） 1981
- 『職場のストレス』（Alan A.McLean編、協同医書出版社） 1983

## 論文
- <田多井吉之介